# James Cecil, 1. Marquess of Salisbury

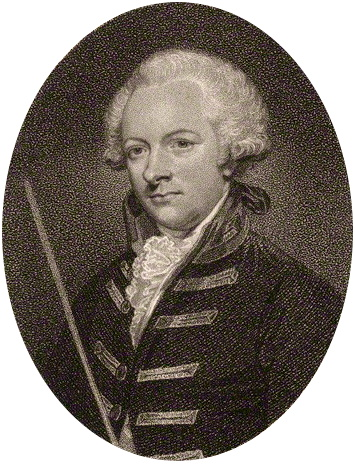
Porträt des James Cecil, 1. Marquess of Salisbury, 1796, von Daniel Orme

James Cecil, 1. Marquess of Salisbury, KG, PC (* 4. September 1748 in London; † 13. Juni 1823 ebenda) war ein britischer Politiker und Peer.

## Herkunft und Ausbildung
Er war der einzige Sohn des James Cecil, 6. Earl of Salisbury aus dessen Ehe mit Elizabeth Keet. Als Heir apparent seines Vaters führte er bis 1780 den Höflichkeitstitel Viscount Cranborne.
Er besuchte das Eton College und schloss 1773 sein Studium als Doctor of Civil Law (D.C.L.) ab.

## Karriere

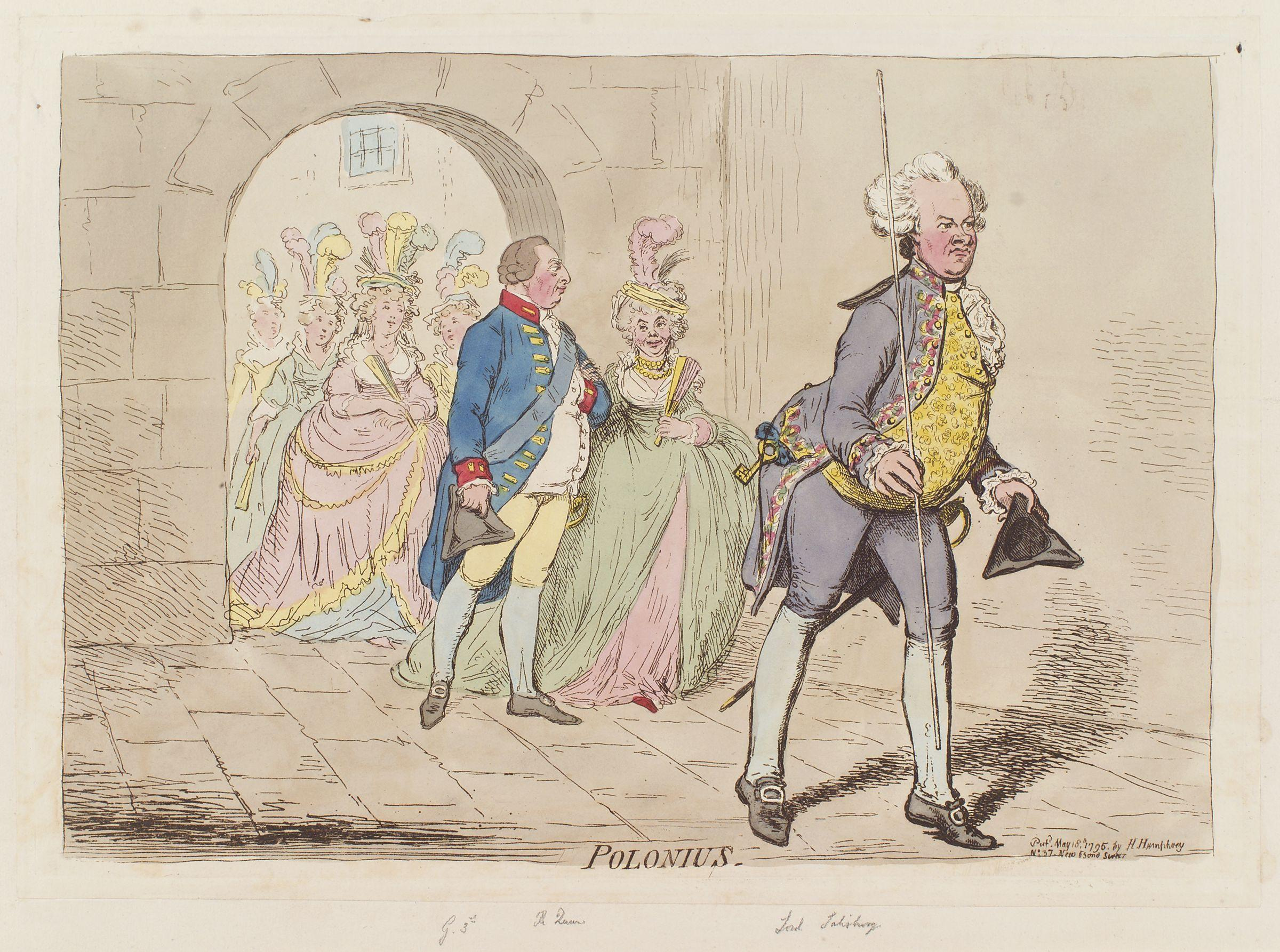
Lord Salisbury (im Vordergrund) mit Georg III. und Sophie Charlotte von Mecklenburg-Strelitz, Karikatur 1795

Von 1771 bis 1823 hatte er das Amt des Lord Lieutenant von Hertfordshire inne. Von 1773 bis 1815 war er Colonel der Miliz von Hertfordshire.
Von 1774 bis 1780 war er als Abgeordneter für den Wahlkreis Great Bedwyn Mitglied des House of Commons. Wenige Tage nachdem er 1780 für den Wahlkreis Launceston wiedergewählt worden war, starb sein Vater, so dass der dessen Adelstitel als 7. Earl of Salisbury erbte, dadurch ins House of Lords aufstieg und aus dem House of Commons ausschied.
In der Regierung von Lord North war er zwischen 1780 und 1782 Treasurer of the Household. 1780 wurde er Mitglied des Privy Council. Ab 1783 bis 1804 war er in den Regierungen von William Pitt dem Jüngeren und Henry Addington Lord Chamberlain of the Household. 1789 wurde er zum Marquess of Salisbury, in the County of Wilts, erhoben. 1793 wurde er als Knight Companion in den Hosenbandorden aufgenommen. 1816 wurde er in der Regierung von Robert Jenkinson, 2. Earl of Liverpool Joint Postmaster General. Das Amt hatte er bis zu seinem Tod, 1823, inne.

## Ehe und Nachkommen
Am 2. Dezember 1773 heiratete er Lady Emily Mary, Tochter von Wills Hill, 1. Marquess of Downshire. Sie wurde als Sportlerin und einflussreiche Gastgeberin bekannt. Sie hatten vier Kinder:
- Lady Georgiana Charlotte Augusta Cecil († 1860), ⚭ Henry Wellesley, 1. Baron Cowley;
- Lady Emily Anne Bennet Elizabeth Cecil († 1858), ⚭ George Nugent, 1. Marquess of Westmeath;
- Caroline Cecil, starb jung;
- James Brownlow William Gascoyne-Cecil, 2. Marquess of Salisbury (1791–1868).

Lord Salisbury starb im Juni 1823 und sein einziger Sohn James folgte ihm. Seine Frau starb im November 1835 bei einem Brand im Hatfield House.